# До останньої хвилини
«До останньої хвилини» (рос. «До последней минуты») — радянський художній фільм 1973 року, знятий на Одеській кіностудії.

## Сюжет
Прообраз героя фільму — український письменник Ярослав Галан (1902—1949), який присвятив останні роки життя викриттю уніатської церкви і українських націоналістів.

## У ролях
- Владислав Дворжецький — Ярослав Гайдай
- Валерія Заклунна — Стефа Коцюмбас
- Віктор Щербаков — Роман Когут
- Сергій Курилов — Іван Мефодійович
- Микола Сльозка — Павло Чекалюк
- Зінаїда Дехтярьова — Олена Гайдукевич
- Тетяна Ткач — Наталія Гайдай
- Олександр Хвиля — отець Гавриїл (Костельник)
- Любов Ніконоренко — Арися, вчителька
- Сергій Сміян — Любинський
- Василь Симчич — Будзиновський, отець Мелетій
- Олександр Горбатов — Чернега
- Юрій Звольський — епізод
- Богдан Козак — Орест, націоналіст
- Валерій Куксін — Джура
- Валерій Музика — Іларій Горук, вбивця Ярослава Гайдая
- Вацлав Дворжецький — Горук
- Борис Чинкін — голова суду
- Григорій Канішевський — Мовчун, директор ковбасної фабрики
- Володимир Носачов — епізод
- Петро Вескляров — селянин
- Іван Матвєєв — селянин
- Федір Стригун — Крикливий, націоналіст
- Володимир Максименко — учасник наради у Івана Мефодійовича
- Валерій Лопандя — епізод
- Вадим Бероєв — епізод
- Валентина Стороженко — епізод
- Олександр Гринько — священик
- Сергій Полежаєв — знайомий Гайдая, учасник Нюрнберзького процесу
- Федір Одиноков — голова сільради
- Володимир Олексієнко — Полікарп Харитонович, головний редактор
- Генріх Осташевський — військовий суддя
- Лариса Грінченко — глядачка в суді
- Олександр Суснін — бандит
- Петро Любешкін — Іван, голова колгоспу
- Арнольд Курбатов — Вишневський
- Володимир Міняйло — епізод

## Знімальна група
- Режисер — Валерій Ісаков
- Сценарист — Володимир Бєляєв
- Оператор — Альберт Осипов
- Композитори — Олександр Білаш, Владислав Кладницький
- Художник — Юрій Богатиренко